# 5875 Kuga
5875 Kuga este un asteroid din centura principală de asteroizi.

## Descriere
5875 Kuga este un asteroid din centura principală de asteroizi. A fost descoperit pe 5 decembrie 1989 la Kitami de Kin Endate și Kazuro Watanabe. El prezintă o orbită caracterizată de o semiaxă mare de 2,38 ua, o excentricitate de 0,05 și o înclinație de 6,5° în raport cu ecliptica.